# Vocal semitancada central arrodonida
La vocal semitancada central arrodonida és un fonema que es representa com a [ɵ] a l'AFI (com una e minúscula invertida). És un so poc freqüent, present només a llengües com el mongol i a determinats dialectes del rus. Pot aparèixer com a variant de [ɔ] en algunes llengües ameríndies